# سباستيان مارتينيز
سباستيان مارتينيز (بالإسبانية: Sebastián Martínez Aguirre)‏ (11 أبريل 1983 مونتفيدو الأوروغواي - ) هو لاعب كرة قدم أوروغواني يلعب كمدافع.

## روابط خارجية
- سباستيان مارتينيز على موقع قاعدة بيانات كرة القدم.إي يو (الإنجليزية)
- سباستيان مارتينيز على موقع Soccerway.com (الإنجليزية)